# Jean-Paul Cisife
« Cisife » redirige ici. Pour l’article homophone, voir Sisyphe.
Jean-Paul Cisife, de son vrai nom Guy Roger Gachelin, né le 19 juin 1933  à Paris et mort le 11 juillet 1988 dans la même ville, est un metteur en scène et acteur de théâtre français, également actif au cinéma et à la télévision. Il fait ses débuts au cinéma en 1954 dans La Reine Margot de Jean Dreville (rôle du bourreau, non crédité).
En plus de quelques apparitions au cinéma, notamment dans L'Aveu (1970) ou Le Vieux Fusil (1975), Jean-Paul Cisife intervient comme acteur dans des téléfilms et séries télévisées telles que Rocambole (1964), L'Âge heureux (1966), Arsène Lupin (1971), Schulmeister, l'espion de l'empereur (1972) ou Les Brigades du Tigre (1978).

## Filmographie

### Télévision
- 1965 : Le Théâtre de la jeunesse : Sans-souci ou Le Chef-d'œuvre de Vaucanson d'Albert Husson, réalisation Jean-Pierre Decourt
- 1968 : La Dame fantôme de François Gir
- 1970 : Au théâtre ce soir : Cherchez le corps, Mister Blake de Frank Launder, Sidney Gilliat, mise en scène Georges Vitaly, réalisation Pierre Sabbagh, Théâtre Marigny
- 1972 : épisode Le comte de Lavalette de la série Les Évasions célèbres : l'homme en noir
- 1978 : Les Brigades du Tigre, épisode Bandes et contrebandes de Victor Vicas

## Théâtre

### Comédien
- 1956 : Virginie de Michel André, mise en scène Christian-Gérard, Théâtre Daunou
- 1958 : Les Parisiens d'Irène Strozzi & Jean Parédès, mise en scène Christian Gérard, Théâtre de l'Œuvre
- 1960 : Le Repas des fauves de Vahé Katcha, mise en scène André Charpak, Théâtre de l'Alliance française
- 1962 : La Contessa ou la volupté d'être de Maurice Druon, mise en scène Jean Le Poulain, Théâtre de Paris
- 1962 : Cherchez le corps, Mister Blake de Frank Launder et Sidney Gilliat, mise en scène Georges Vitaly, Théâtre La Bruyère
- 1965 : Enquête à l'italienne de Jacques de La Forterie, mise en scène Daniel Crouet, Théâtre Gramont
- 1966 : Ta femme nous trompe d'Alexandre Breffort, mise en scène Michel Vocoret, Théâtre des Capucines
- 1967 : Antigone de Bertolt Brecht, mise en scène Jean Tasso, Festival du Marais
- 1967 : Interdit au public de Jean Marsan, mise en scène Jean Le Poulain, Théâtre Saint-Georges
- 1969 : Toro Tumbo de Clément Harari, mise en scène de l'auteur, Théâtre de la Cité internationale
- 1970 : Une poignée d'orties de Marc-Gilbert Sauvajon, mise en scène Jacques-Henri Duval, Théâtre de la Michodière
- 1970 : La Souricière d'après Agatha Christie, mise en scène Jean-Paul Cisife, Théâtre des Célestins
- 1971 : La Souricière d'après Agatha Christie, mise en scène Jean-Paul Cisife, Théâtre Hébertot
- 1973 : Ce formidable bordel ! d'Eugène Ionesco, mise en scène Jacques Mauclair, Théâtre Moderne
- 1975 : Marie de Isaac Babel, mise en scène Bernard Sobel, Théâtre de Gennevilliers
- 1976 : L'Éternel Mari de Fiodor Dostoïevski, mise en scène Jean Rougerie, Théâtre Firmin Gémier Antony
- 1977 : Un loup à cinq pattes de Raymond Gerbal, mise en scène Edmond Tamiz, Théâtre 71
- 1980 : Poker tournant, pièce radiophonique de Jean Thibaudeau, réalisée par Jacques Taroni, France Culture[3]
- 1984 : Offenbach, tu connais ? de Roger Défossez, mise en scène Nicolas Bataille, Théâtre de la Huchette
- 1987 : Sports et divertissements d'après Erik Satie, mise en scène Nicolas Bataille et Jacques Legré, Théâtre de la Huchette

### Metteur en scène
- 1960 : Souper intime de Yves Chatelain, Théâtre de l'Œuvre
- 1962 : Lieutenant Tenant de Pierre Gripari, Théâtre de la Gaîté Montparnasse
- 1962 : Qui ou quand ? de Jean Silvain
- 1963 : Bonsoir Madame Pinson d'Arthur Lovegrove, adaptation André Gillois et Max Régnier, Théâtre de la Porte-Saint-Martin
- 1964 : Ballade pour un futur de Felix Lützkendorf, Théâtre des Mathurins
- 1964 : Le Marchand de cercueils, Les Yeux de 18 ans et Césaire ou la puissance de l'esprit de Jean Schlumberger, Théâtre des Mathurins
- 1969 : Mathieu Legros de Jean-Claude Grumberg, Théâtre de la Gaîté Montparnasse
- 1970 : Les Enfants d'Édouard de Marc-Gilbert Sauvajon, Théâtre des Bouffes-Parisiens
- 1970 : La Souricière d'après Agatha Christie, Théâtre des Célestins
- 1972 : Clérambard de Marcel Aymé
- 1973 : Au théâtre ce soir : D'après nature ou presque de Michel Arnaud, réalisation Georges Folgoas, Théâtre Marigny
- 1973 : Crime impossible de Michel Arnaud, Théâtre de la Renaissance
- 1974 : Les Larbins de Henri de Menthon, Théâtre du Lucernaire
- 1976 : Armistice au pont de Grenelle d'Éric Westphal, Café-théâtre des Halles Le Fanal
- 1977 : La Belle Vie de Carlos Queiroz Telles, Théâtre du Lucernaire
- 1978 : Crime à la clef d'Alain Bernier et Roger Maridat, Théâtre Tristan Bernard
- 1980 : Notre-Dame de l'informatique de Jean-Louis Terrangle, Théâtre du Lucernaire
- 1984 : Le Don d'Adèle de Pierre Barillet et Jean-Pierre Grédy
- 1986 : Adorable Julia de Marc-Gilbert Sauvajon d'après Somerset Maugham, Théâtre Hébertot, tournée Herbert-Karsenty
- La Chevauchée élastique de Pierre Louki, Théâtre de la Huchette
- Turlututu de Marcel Achard